# Копривщенска анархо-комунистическа чета
Копривщенската анархо-комунистическа чета е анархистка революционна организация, чиито членове са от град Копривщица и околностите. Според пресата от това време и в годините след събитията от 10 ноември 1989 г. четата е бандитска. В България през 1983 г. е изпълнявана песен за четата, като за народни закрилници. Това е песента „На къде се стягаш, сине?“, в изпълнение на Йовчо Караиванов, диригент Коста Колев, издател Балкантон. в албума „Народни песни за Септемврийското въстание“, издаден през 1983 г. В град Копривщица, родното място на братя Тумангелови има улица наречена „Тумангелова чета“. На името на нейния ятак Нешо Шабанов също е именувана улица в града.
След разгрома на Септемврийското въстание и последвалия терор на Демократическият сговор, до края на 1924 година Васил Икономов действа като нелегален заедно с няколко други анархисти в Средногорието. Една от известните им акции е убийството на околийския началник на Панагюрище, който според анархистки източник тормозел жените на четниците.
В годините 1924 – 1925 г. в горите около Копривщица имат среща нелегални, Васил Икономов, Пенчо Калканов – Видин, Нешо Шабанов, наблизо е и четата на Нешо Тумангелов. На избеляла любителска снимка се различават лицата на Пенчо Калканов, Нешо Тумангелов и Васил Икономов. На друга, доста неясна, на гърба и Михаил Герджиков – Мишел е написал: „На Бялата вода, Копривщица, лятото 1920 г. Недков, Ваньо Герджиков, Т. Цаков (Толе Цаков, шивач и пионер на залесяването в Копривщица ) Магда, М. Герджиков, В. Икономов, Н. Шабанов.“ .
В началото на 1925 г. към Икономов се присъединяват братя Тумангелови (Нешо, Атанас и Нягол) Васил Попов – Героя и през март е сформирана Копривщенската чета. В нея всички, дори и няколкото комунисти, са противници на Единния фронт.
На 14 април 1925 година четниците от Копривщенската чета (Васил Икономов, Васил Попов – Героя, Нешо Тумангелов, Антон Ганчев и Нешо Мандулов) нападат колата, с която пътува цар Борис в прохода Арабаконак. Убити са ентомологът на царския музей Делчо Илчев и Петър Котев – организатор на царските ловни излети. Царят и адютантът му се измъкват невредими (Атентат срещу Борис III в Арабаконак).
След акцията от 14 април 1925 г. една от версиите за покушението (на Първан Попов) е, че целта била не да бъде убит Борис III, а да бъде заловен жив и принуден да подпише указ за амнистия на всички политически затворници в страната. „За истинността на това се подписвам с двете ръце, защото го чух лично от самия Икономов, когото укривах през юни същата година“, казва Васил Попов – Героя. Иван Хлебаров от Етрополе, от своя страна твърди, че на 14 април 1925 г., по обяд срещнал нападателите на царя. Те му съобщили, че скоро ще чуе голяма новина от София. Всичко това уж доказва връзката между атентата в Арабаконак и Атентата в църквата „Света Неделя“. Според друга версия царят трябвало не да бъде убит, а пленен и срещу освобождаването му похитителите щели да искат амнистия за политическите затворници в българските затвори. Васил Икономов е знаел кои са пътниците и е искал да залови Борис, имал е план – да го изведат зад граница и оттам да си диктуват условията.
През 1924 – 1925 г. се създават анархистически чети и нелегални групи в много райони на страната. В Копривщенско е четата на Васил Икономов, състояща се от 17 души, а в околността на Златица – на Михаил Цицелков от 6 души.
През същата 1925 г. Нешо Тумангелов е участник в I Средногорска чета, намираща се под влиянието на Йордан Кискинов. Поради несъгласията на Тумангелов и Кискинов относно прилаганата партизанска тактика Нешо Тумангелов напуска четата и заминава за Копривщица, въпреки че някои от четниците имат уклон към анархизма на последния.
От един полицейски доклад става ясно, че на 15 юли 1926 г анархистът Нешо Тумангелов, който предната есен е извел четата си в Югославия, е тръгнал от Пожаревац към българо – сръбската граница. Действително, в началото на август Тумангелов и неговите четници вече са в България и действат в района Панагюрище – Пирдоп – Клисура. С него са изпитаните бойци анархисти Стоян Тороманов, Велко Иванов, Стоян Иванов, Петър Узунов, Иван Шофелинов, в четата са още Иван Миронов, Андрей Врагов, Генко Гуджев, Лука Стойчев, общо 13 души. На 23 август в Пирдоп полицията не успява да залови Иван Шофелинов и Лило Мичков, които откриват огън и успяват да се измъкнат от града. Тази чета на Нешо Тумангелов действа през месеците август и септември и към октомври 1926 г., се изтегля в Югославия.

## Връзки на Тумангеловата чета със SOE
В края на февруари 1941 г. чрез своите инфилтрирани агенти, полицията арестува цялата току-що сформирана подривна група от 25 души, оборудвана с британско оръжие, муниции и пари. Само Г. М. Димитров-Гемето и проф. Иван Костов успяват да избягат в Югославия. В Белград Гемето, Костов и агенти на SOE (SOE и OSS са предшественици на ЦРУ) се договарят със известния анархист емигрант Нешо Тумангелов и остатъци от старата му чета да подновят саботажната и подривна дейност срещу режима в София и да подготви нов атентат срещу цар Борис III.

## Семейства
Лука Караджова-Тумангелова, ятак на четата, арестувана заради тази си дейност заедно с майката на братя Юрукови – Мария Юрукова, майката на братя Тумангелови – Гана Тумангелова (Тороманова), Тана Златарева и други.

## Членове на четата
| Четници                                 |
| --------------------------------------- |
| Нешо Тумангелов (1898 – 1941)           |
| Васил Икономов (1898 – 1925)            |
| Стоян Тороманов (1901 – 1930)           |
| Васил Попов (1899 – 1927)               |
| Нешо Мандулов (1902 – 1939)             |
| Георги Мандулов (1904 – 1925)           |
| Антон Ганчев (1898 – 1937)              |
| Никола Юруков (1904 – 1927)             |
| Атанас Тумангелов (1904 – 1929)         |
| Нягол Тумангелов                        |
| Михаил Цицелков                         |
| Рашко Юруков (1902 – неизв.)            |
| Иван Радунчев                           |
| Любомир Чернаев (1905 – 1923)           |
| Ятаци                                   |
| Георги Б. Мандулов                      |
| Кирил Бояджиев                          |
| Нешо Ат. Шабанов                        |
| Стайко Филипов                          |
| Никола Ил. Косев                        |
| Нейко Груев                             |
| Ненчо Т. Чорапчиев                      |
| Илия Ив. Мухов                          |
| Райо Тумангелов                         |
| Лука Караджова-Тумангелова              |
| Грую Б. Банчев                          |
| Стефан Др. Татарлиев                    |
| Панчо Р. Джуров                         |
| Мария Кост. Юрукова                     |
| Куна Скоклекова                         |
| Христо Н. Тепавичаров                   |
| Димитър Н. Тепавичаров                  |
| Донка Атанасова Бояджиева (1898 – 1975) |
| Гостьо Иванов Гостев (1887 – 1925)      |
| Никола Иванов Гостев (1889 – 1925)      |
| Помагачи                                |
| Банчо Б. Банчев                         |
| Георги Тод. Лудов                       |
| Никола Т. Косев                         |
| Христо Юруков                           |